# Meniscomorpha devisa
Meniscomorpha devisa là một loài tò vò trong họ Ichneumonidae.